# Corydalis acuminata
Corydalis acuminata är en vallmoväxtart som beskrevs av Adrien René Franchet. Corydalis acuminata ingår i släktet nunneörter, och familjen vallmoväxter. Inga underarter finns listade i Catalogue of Life.